# Árni Arason
Árni Gautur Arason es un exfutbolista islandés. Jugaba de guardameta y su último equipo fue el Lierse SK de Bélgica.

## Trayectoria
Jugó por el Rosenborg entre enero de 1998 y diciembre de 2003, también apareciendo por su club en la Liga de Campeones de la UEFA. Después de dejar al Rosenborg, el Manchester City se interesó por él en primavera de 2004, llegando a ser suplente de David James, pero solo jugando dos partidos en la FA Cup.
En el primer partido, jugando ante Tottenham en White Hart Lane, El Manchester iba perdiendo 3-0 en la primera mitad, encima se quedó con 10 hombres tras la expulsión de Joey Barton. Pero un cabezazo de Sylvain Distin en el segundo tiempo hizo que el City anote un gol. Iban 3-1 cuando los Spurs ganaron un tiro libre de larga distancia, Christian Ziege ejecutó, Arason logró tapar el tiro pero ahí estaba Gustavo Poyet quien intentó anotar de cabeza pero Arason en un gran esfuerzo lo atajaría. El Manchester voltearía el partido y terminaría 4-3, siendo descrito como uno de los mejores partidos de la FA Cup de todos los tiempos. Arason formaría parte en la histórica victoria, y nunca sería olvidado por el club.
Posteriormente se iría a jugar al Valerenga en verano de 2004.
Terminó contrato en verano de 2007 y quedó libre, aunque sigue en activo, siendo el titular de su selección y esperando una oferta.
En marzo de 2008 anunció su fichaje por el Thanda Royal Zulu, para que un año después fichara por el Odd Grenland BK de Noruega donde jugaría hasta finales del 2010. En 2011 fichó por el Lierse SK de Bélgica pero solo pudo disputar 2 partidos. Se retiró en 2012 después de que una operación en el codo no produjo los resultados deseados.

## Selección nacional
Debutó en agosto de 1998 en un amistoso contra Letonia siendo su rendimiento regular, desde entonces jugó 71 partidos como internacional.

## Distinciones individuales
Ganó el Premio Kniksen como mejor portero de la liga noruega en el 2001 y también en el 2005.

## Clubes
- 1994 - 1996 Íþróttabandalag Akraness
- 1996 - 1997 Stjarnan
- 1998 - 2003 Rosenborg
- 2003 - 2004 Manchester City
- 2004 - 2007 Vålerenga IF
- 2008 Thanda Royal Zulu
- 2009 - 2010 Odd Grenland BK
- 2011 Lierse SK

## Trivialidades
- Arason estudió derecho en Islandia y es abogado.